# Danielssenia intermedia
Danielssenia intermedia är en kräftdjursart som beskrevs av Wells 1965. Danielssenia intermedia ingår i släktet Danielssenia och familjen Pseudotachidiidae. Inga underarter finns listade i Catalogue of Life.